# ماریوس کلاینسورگه
ماریوس کلاینسورگه (انگلیسی: Marius Kleinsorge؛ زادهٔ ۳۰ اکتبر ۱۹۹۵) بازیکن فوتبال اهل آلمان است.
از باشگاه‌هایی که در آن بازی کرده‌است می‌توان به باشگاه فوتبال وهن ویسبادن اشاره کرد.